# Орлан (скафандр)

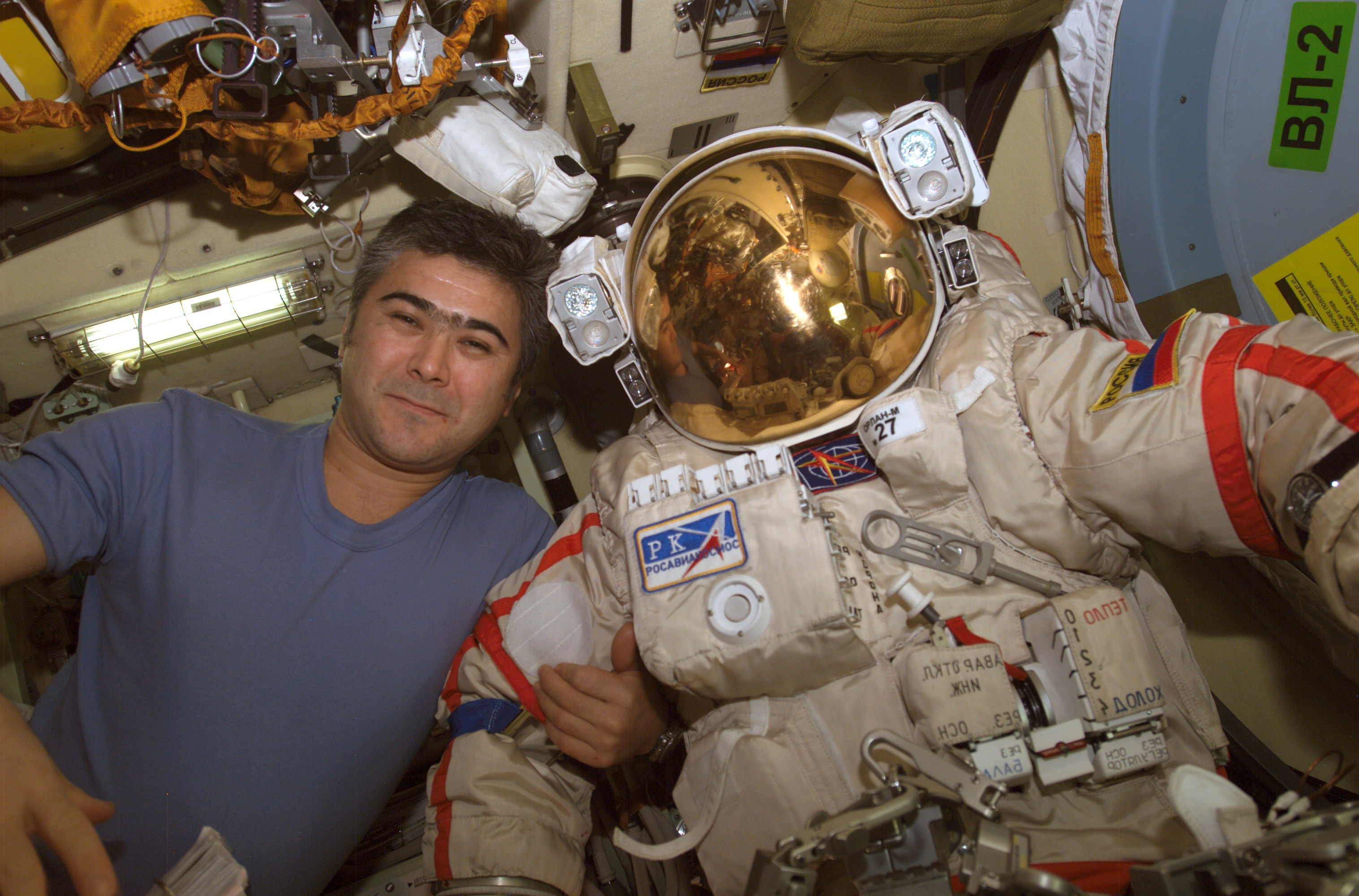
Космонавт Салижан Шарипов рядом со скафандром «Орлан-М».

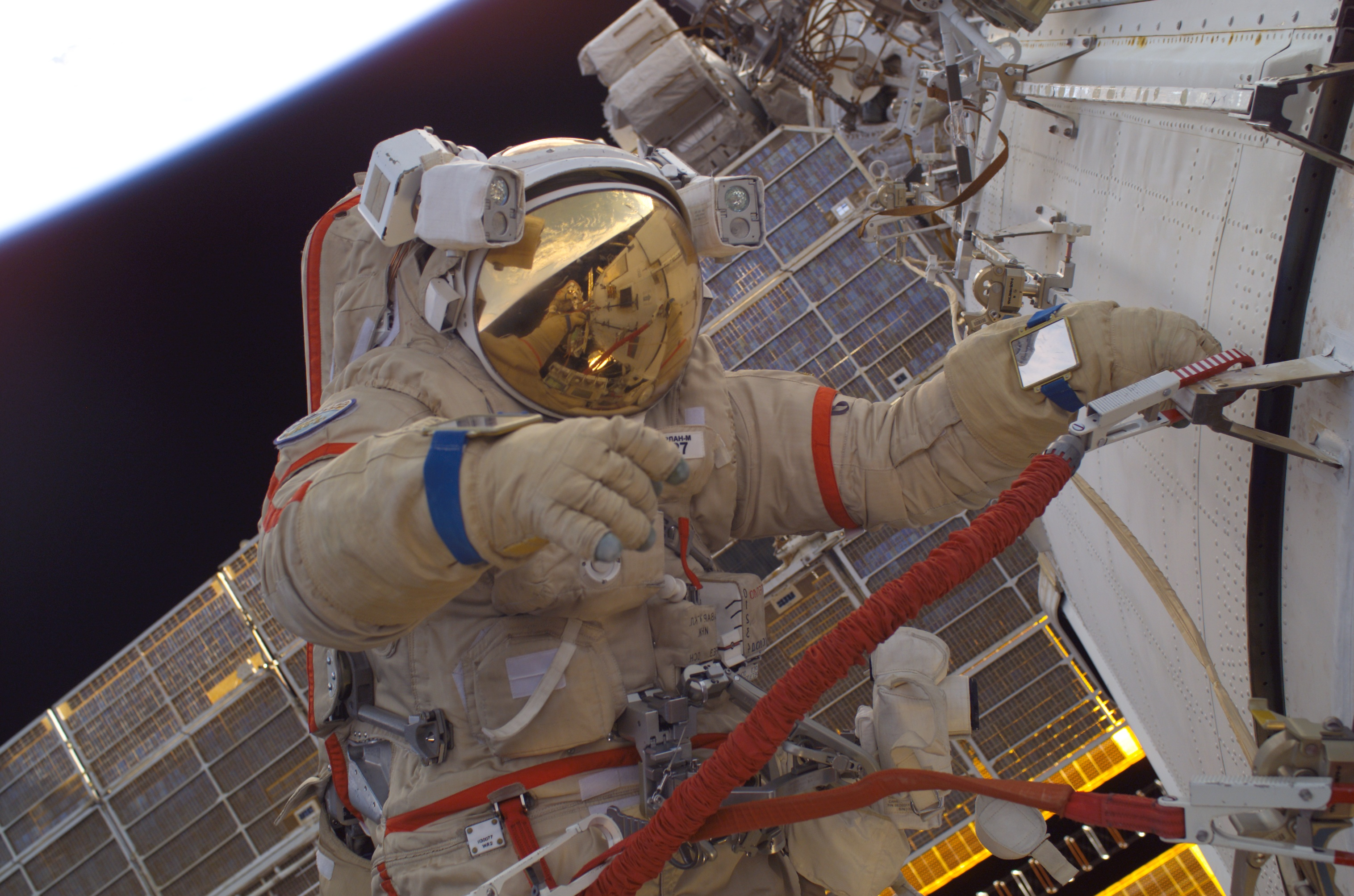
Космонавт Сергей Крикалёв во время выхода в открытый космос в скафандре «Орлан-М».

«Орла́н» — тип космического скафандра, созданного в СССР для осуществления безопасного пребывания и работы космонавта в открытом космосе. Был разработан Научно-производственным предприятием «Звезда» им. Г. И. Северина, претерпел несколько модификаций и усовершенствований. В настоящее время модифицированный вариант космического скафандра «Орлан» обеспечивает работу космонавтов на МКС при осуществлении ими внекорабельной деятельности.

## История создания
В начале 1960-х годов перед специалистами НПП «Звезда» была поставлена задача разработки скафандра для советской лунной программы. Были предложены два варианта: уже отработанная на скафандрах «Беркут», «Ястреб» и «Сокол» конструкция из мягкого скафандра и навесного ранца или полужёсткая конструкция со встроенным ранцем. В ходе сравнительного анализа преимуществ и недостатков этих двух конструкций было принято решение в пользу полужёсткой схемы и к 1969 году такой скафандр, названный «Кречет», прошёл полный цикл испытаний.
Однако после сворачивания лунной программы были прекращены и работы по скафандру. Наработанные по «Кречету» технические решения, в частности полужёсткая конструкция были вновь востребованы с началом работ по созданию долговременных орбитальных станций «Салют». Существовавшие скафандры для внекорабельной деятельности типа «Беркут» или «Ястреб» не обладали возможностью подгонки и следовательно для каждого нового члена экипажа станции их необходимо было изготавливать и запускать в космос, что было неэффективно при ограниченных грузовых возможностях кораблей «Союз» и «Прогресс». Таким образом и появились первые скафандры орбитального базирования «Орлан». Благодаря полужёсткой конструкции индивидуальными являлись лишь перчатки скафандра, которые доставлялись экипажем, в то время как сами скафандры постоянно находились на станции. Первый выход в открытый космос в новых скафандрах был осуществлён на станции «Салют-6» космонавтами Г. М. Гречко и Ю. В. Романенко 20 декабря 1977 года.

## Общие статистические сведения
При выполнении программы орбитальных полетов на МКС российские скафандры «Орлан» были использованы экипажами 29 основных экспедиций для проведения 48 выходов в открытый космос. В каждом выходе принимали участие два члена экипажа. Всего с июня 2001 по август 2015 г. проведено 96 человеко-выходов с МКС. Возраст участников ВКД составил от 34 до 59 лет. Среди участников ВКД были 29 российских космонавтов и 13 астронавтов НАСА; всего 41 мужчина и 1 женщина.

## Модели

### Модель Д

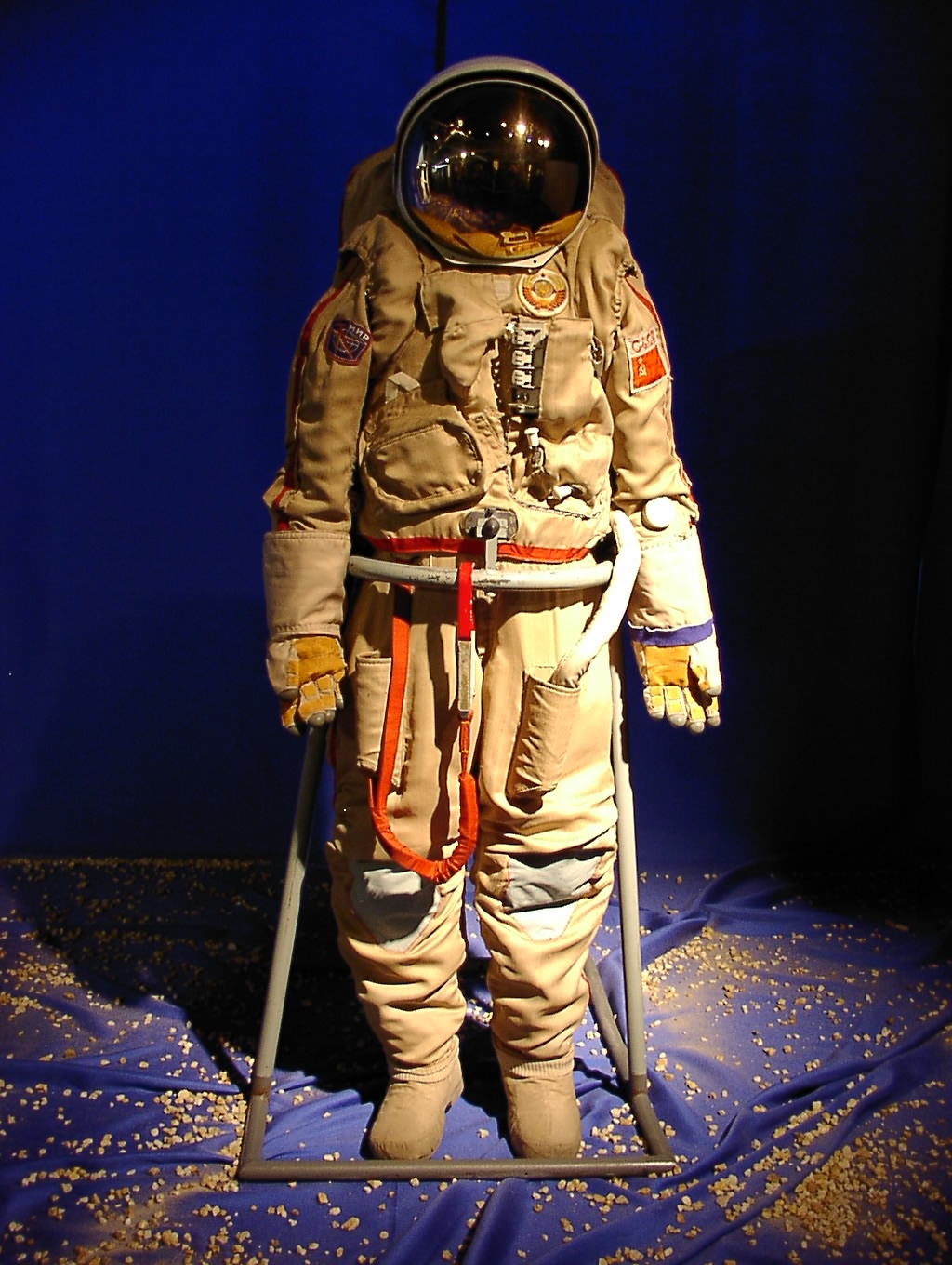
Орлан-Д

- Эксплуатация: Салют-6, 1977—1979; Салют-7, 1982—1984
- Название: Орлан-Д
- Производитель: НПП «Звезда»
- Миссии: Разрабатывался с 1969 по 1977. Использовался на Салюте-6 и Салюте-7 с 1977 по 1984
- Рабочее давление: 40 кПа
- Масса: 73,5 кг
- Время автономности: 5 часов

### Модель ДМ
- Эксплуатация: Салют-7, Мир, 1985—1988
- Название: Орлан-ДМ
- Производитель: НПП «Звезда»
- Миссии: Использовался на станциях МИР и Салют-7 с 1985 по 1988
- Назначение: Работа в открытом космосе
- Рабочее давление: 40 кПа
- Масса: 88 кг
- Время автономности: 6 часов

### Модель ДМА
- Эксплуатация: Мир, 1988—1997
- Название: Орлан-ДМА
- Производитель: НПП «Звезда»

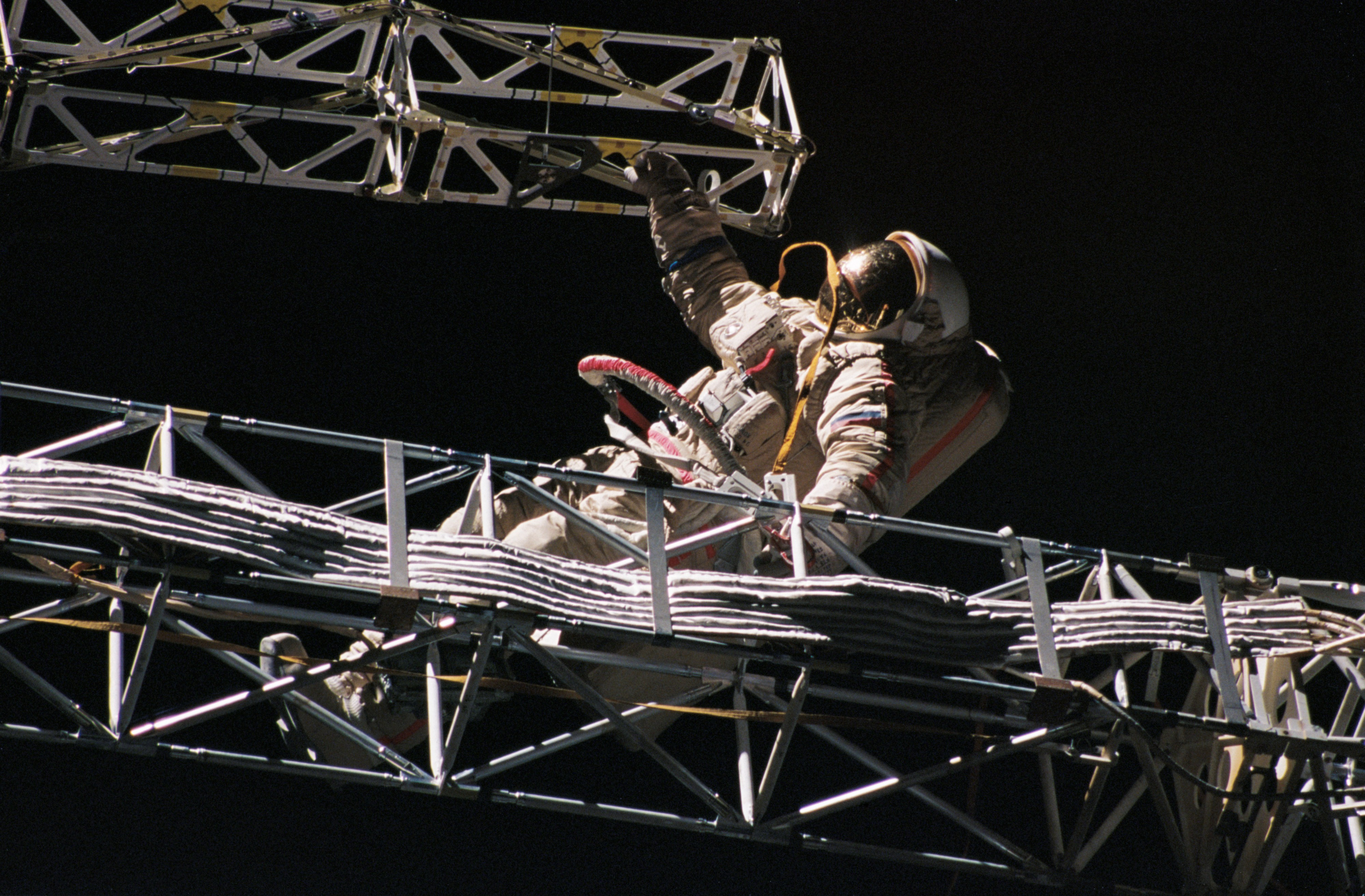
Орлан-ДМА

- Миссии: Использовался на станции МИР с 1988 по 1997
- Назначение: Работа в открытом космосе
- Рабочее давление: 40 кПа
- Масса: 105 кг
- Время автономности: 7 часов

### Модель М

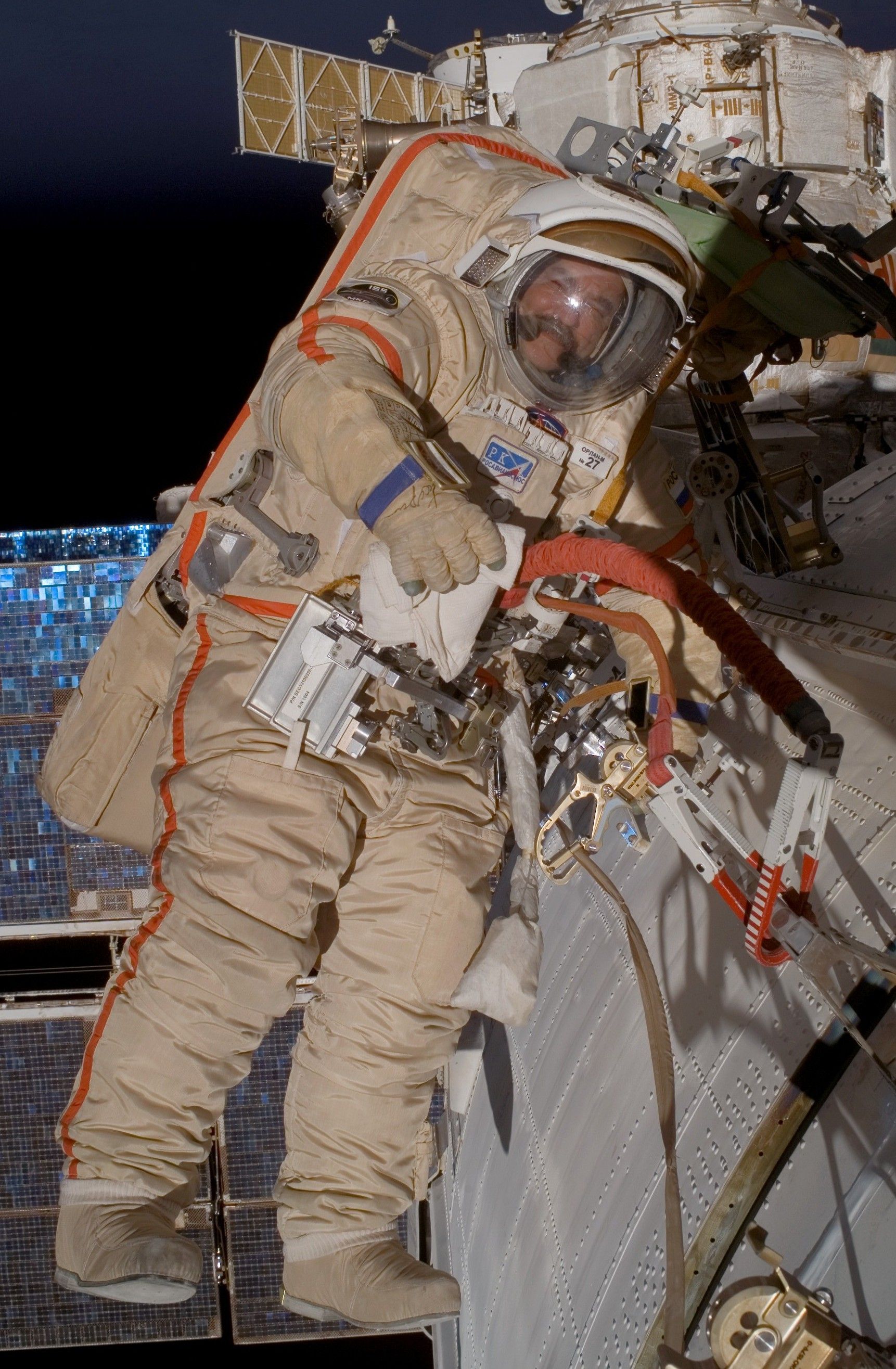
Орлан-М

- Эксплуатация: Мир, 1997—2000; МКС, 2001—2009
- Название: Орлан-М (модернизированный)
- Производитель: НПП «Звезда»
- Миссии: Использовался на станции МИР и МКС с 1997 по 2009
- Назначение: Работа в открытом космосе
- Рабочее давление: 40 кПа
- Масса: 112 кг
- Время автономности: 7 часов

Первый ВКД в скафандре «Орлан-М» был осуществлен 29 апреля 1997 года из шлюзового отсека модуля «Квант-2» участниками 23-й основной экспедиции на орбитальный комплекс «Мир»: космонавтом Василем Циблиевым и астронавтом Джерри Линенджером. За всё время эксплуатации было выполнено 12 выходов в открытый космос в скафандре «Орлан-М».

### Модель МК

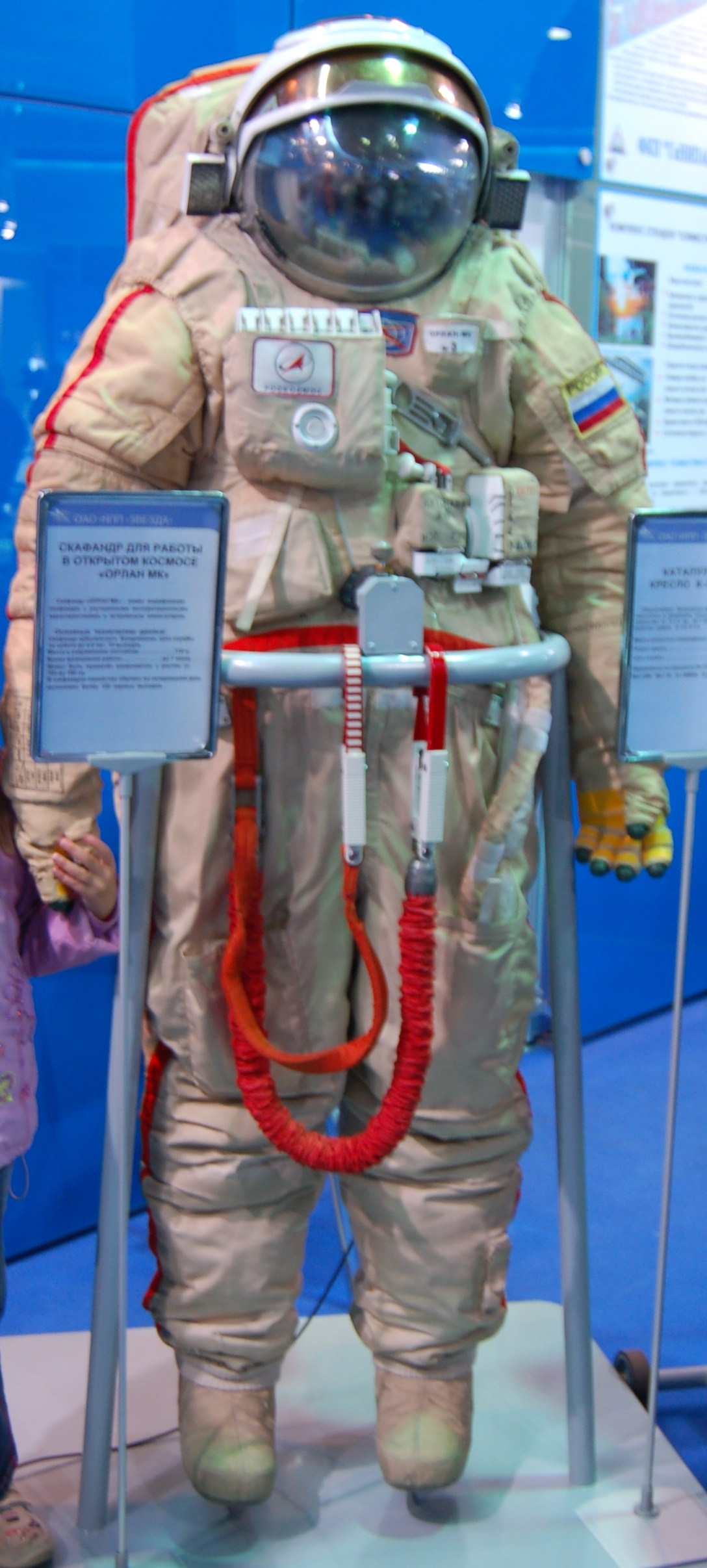
Орлан-МК

- Эксплуатация: МКС, с 2009—н. в.
- Название: Орлан-МК (модернизированный, компьютеризированный)
- Производитель: НПП «Звезда»[3]
- Миссии: Для использования на МКС. Используется с 2009
- Назначение: Работа в открытом космосе
- Рабочее давление в СК во время ВКД, поддерживаемое автоматически: 40 кПа ({\displaystyle 0,4_{-0,05}^{+0,01}} кгс/см2)[3]
- Масса, подготовленного к ВКД в автономном режиме: не более 114 кг[3]
- Время работы системы жизнеобеспечения скафандра в одном цикле работы (от одевания до снятия СК): не менее 10 часов
- Время автономности (от открытия до закрытия люка шлюзового отсека): 7 часов (27 декабря 2013 года российские космонавты Олег Котов и Сергей Рязанский в скафандрах «Орлан МК» провели в открытом космосе 8 часов 7 минут).
- Гарантированное количество ВКД (со сменой расходуемых элементов): 15
- Срок эксплуатации: 4 года

### Модель МКС

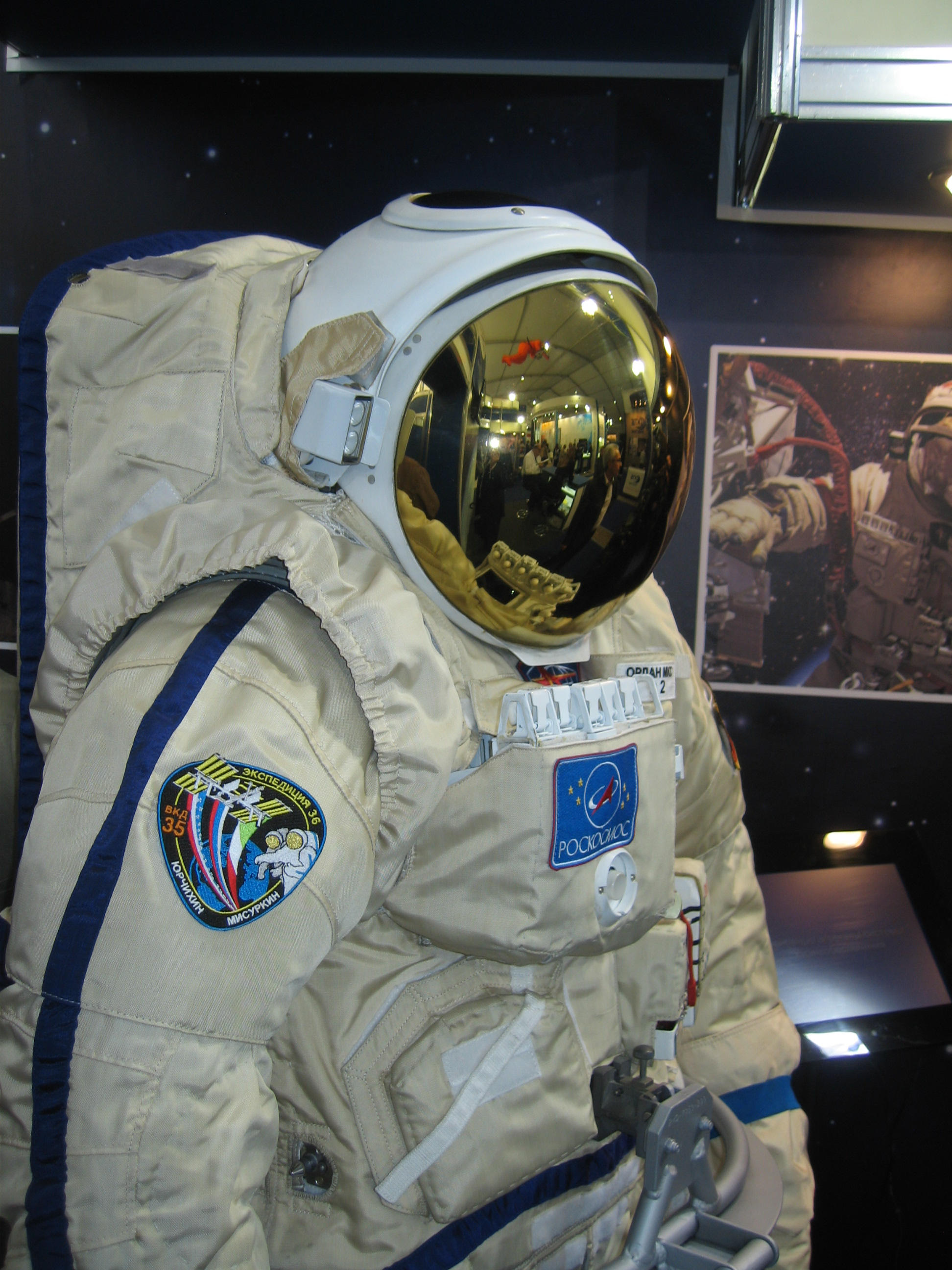
Орлан-МКС № 2 (фрагмент)

Может быть применена космонавтами ростом от 165 до 190 см.
- Эксплуатация: МКС, планировалась с 2016
- Название: Орлан-МКС (модернизированный, компьютеризированный, синтетический)
- Производитель: НПП «Звезда»[4]
- Миссии: Для использования на МКС. Испытания на орбите запланированы на 2016
- Назначение: Работа в открытом космосе.
- Рабочее давление: 40 кПа
- Газовый состав атмосферы: кислород
- Масса: 110 кг
- Время автономности: 7 часов
- Гарантированное количество ВКД (со сменой расходуемых элементов): до 20[4]
- Срок эксплуатации: 5 лет
- Обеспечиваемый теплосъём: средний — до 300 ккал/час, максимальный — до 600 ккал/час
- Основные отличия:

1. Автоматическая система терморегулирования[5][6]. В зависимости от нагрузки на космонавта, от выполняемой работы, система будет автоматически регулировать температуру в костюме водяного охлаждения КВО-М. Космонавтам перед и во время выхода необходимо будет выставлять и менять желательный температурный режим;
2. Замена резиновой оболочки на полиуретановую[4]. Использование нового материала позволит увеличить срок службы скафандров на орбите;
3. Автоматизация подготовки скафандра к выходу в открытый космос.

Применяется с 2018 года.

## Факты
- Списанный скафандр «Орлан-М» в 2006 году стал оболочкой для экспериментального миниспутника «РадиоСкаф»[8][9].
- Самый длительный выход в открытый космос состоялся 27 декабря 2013 года, в скафандре «Орлан-МК», продолжительностью 8 часов 7 минут[10].
- Первый экземпляр скафандра нового поколения «Орлан-МКС» был утерян во время аварии ГТК «Прогресс МС-04» в 2016 году.
- Второй экземпляр скафандра нового поколения «Орлан-МКС» был запущен к МКС на ГТК «Прогресс МС-05» в 2017 году[11].
- Третий экземпляр скафандра нового поколения «Орлан-МКС» был запущен к МКС на ГТК «Прогресс МС-09» в 2018 году[12]

## Фотографии

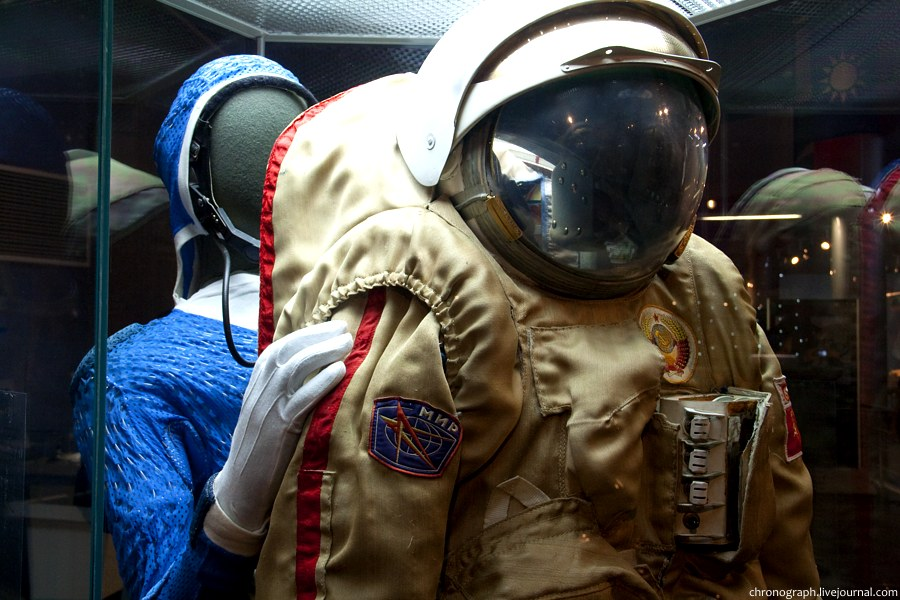
Орлан-Д
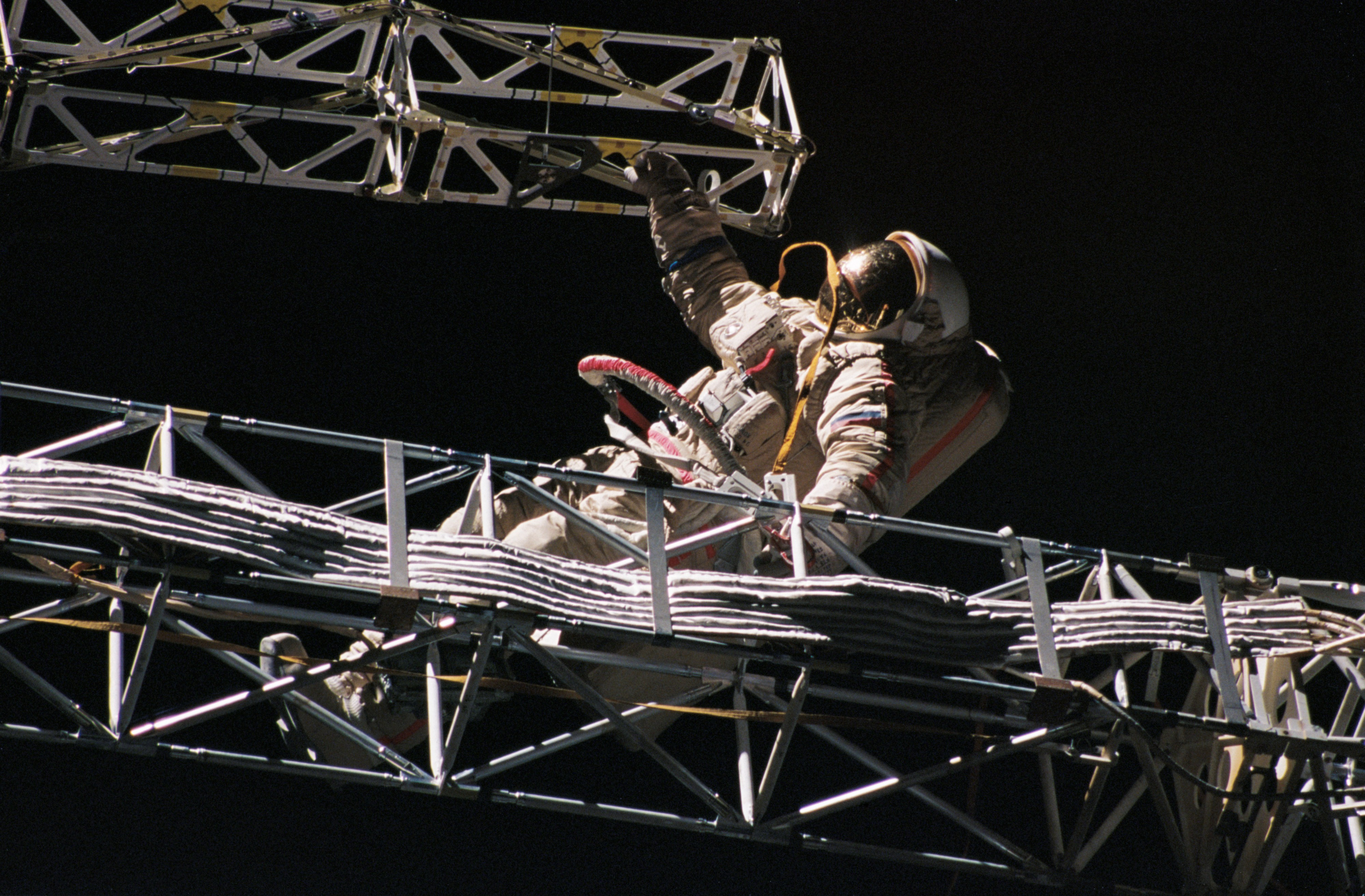
Орлан-ДМА
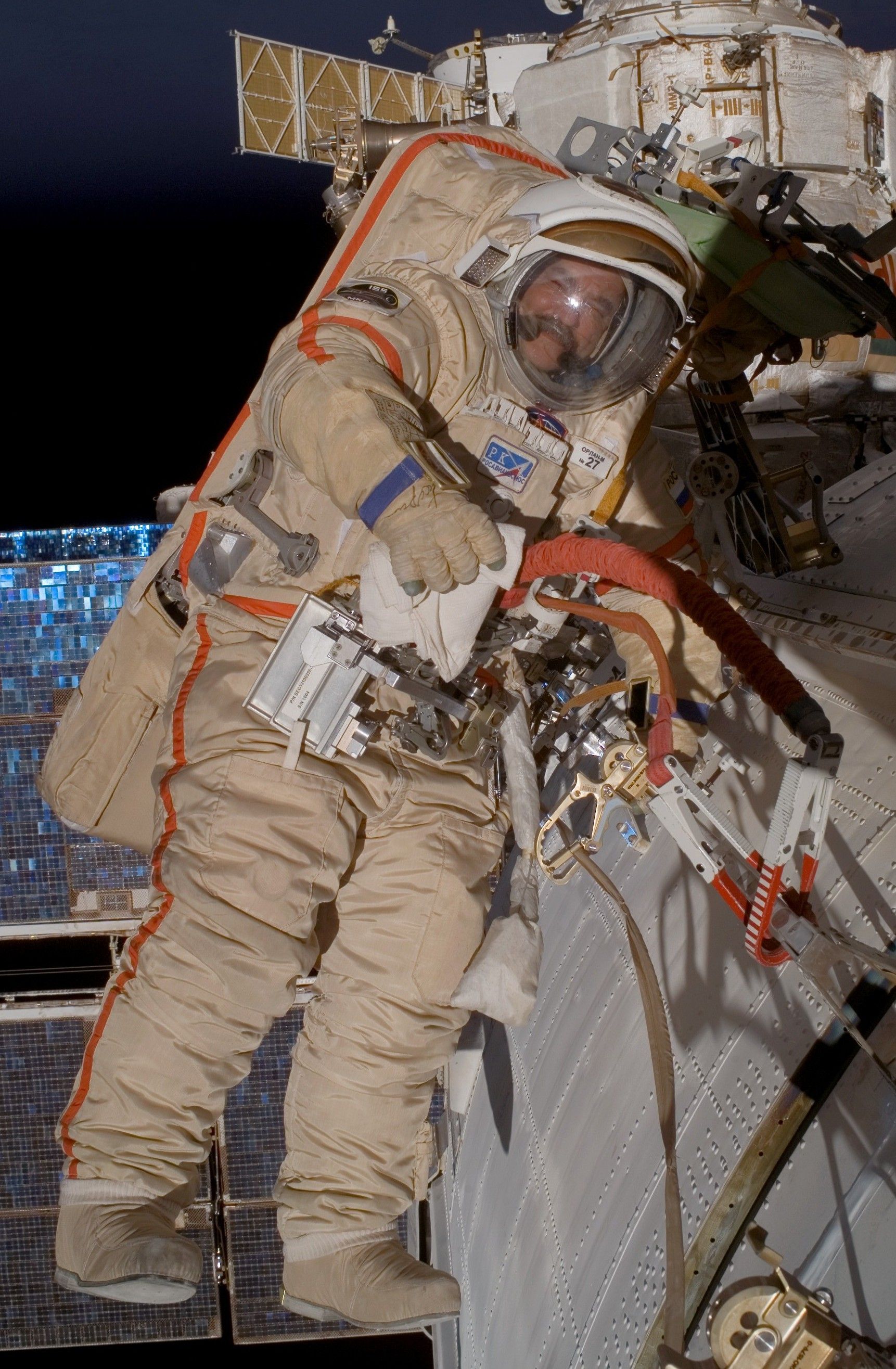
Орлан-М
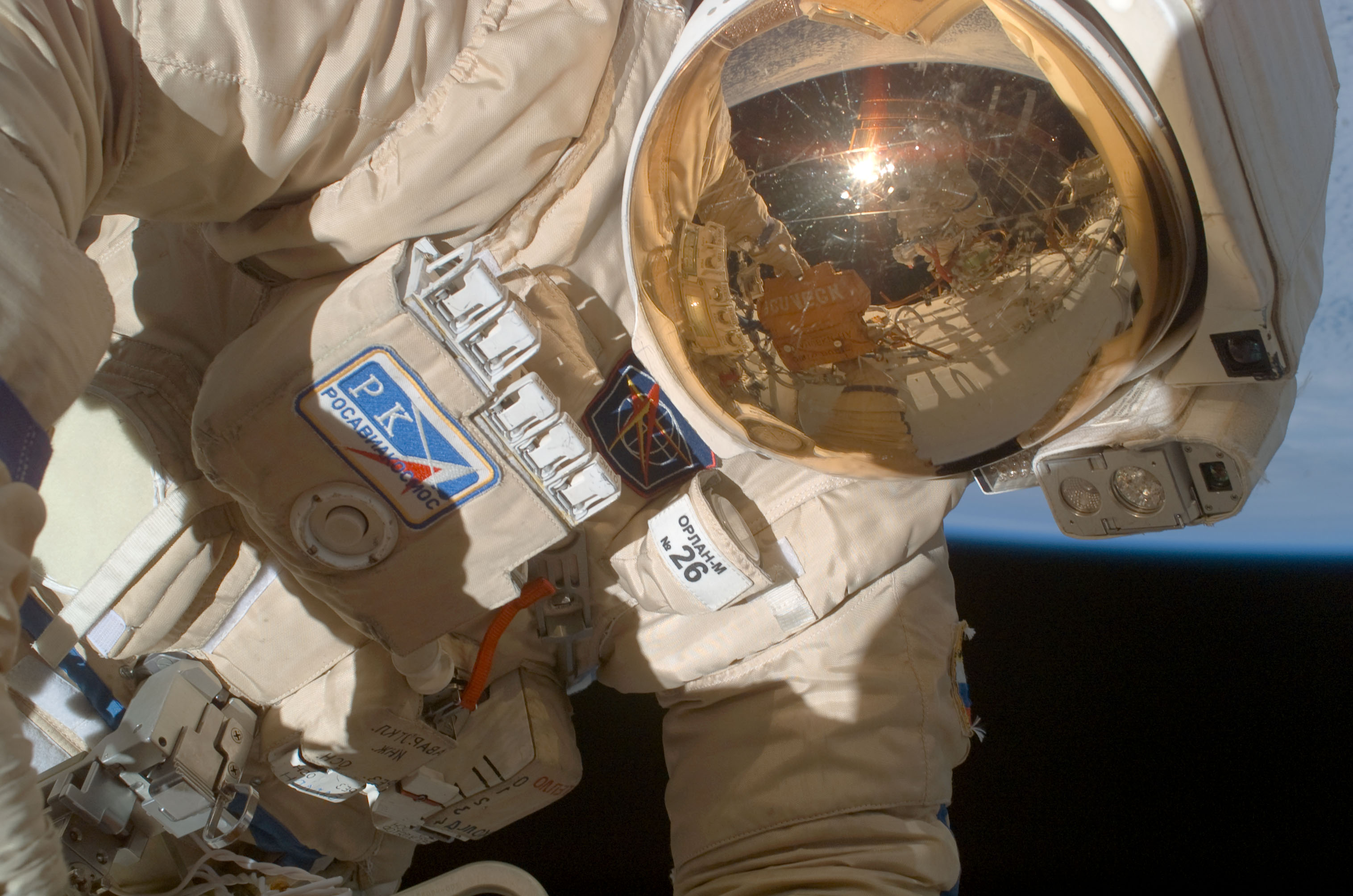
Орлан-М
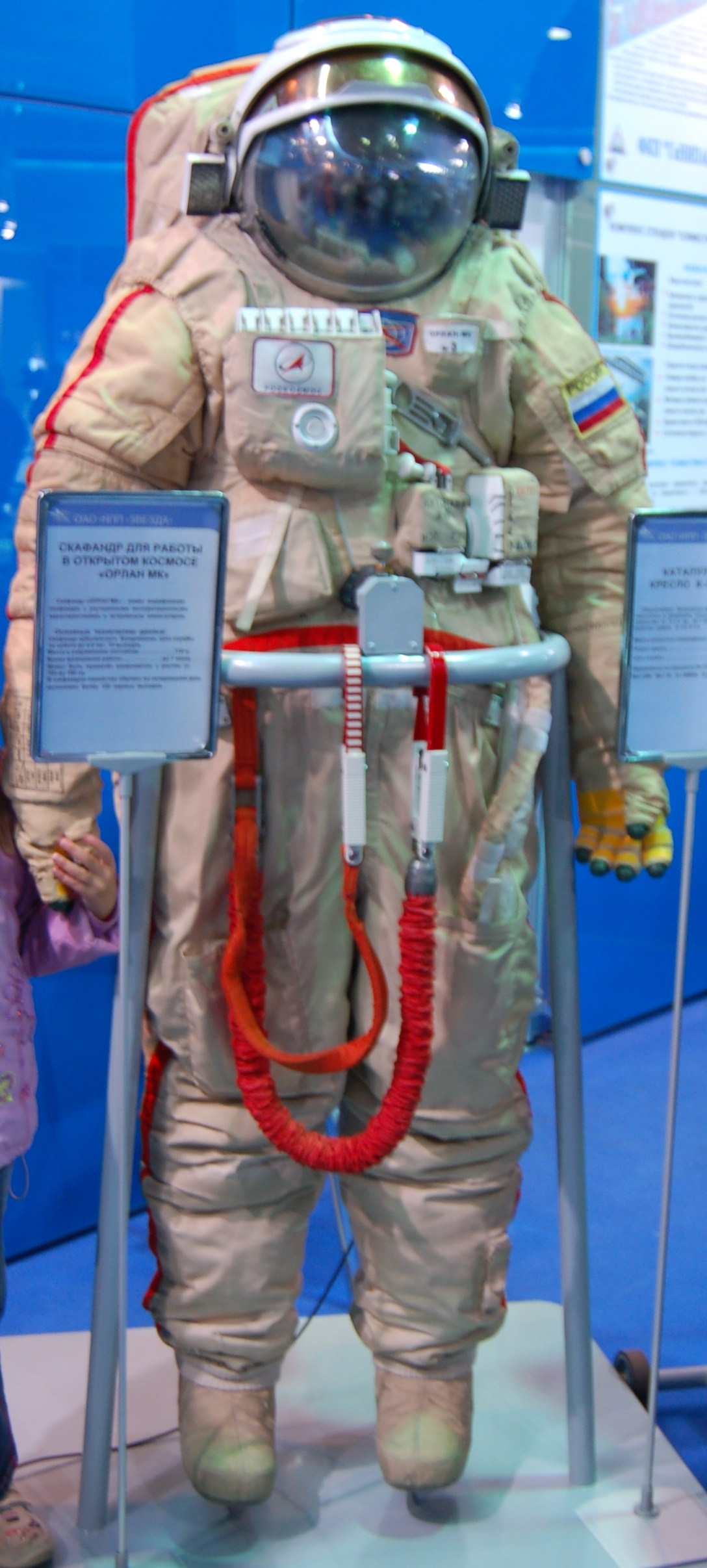
Орлан-МК
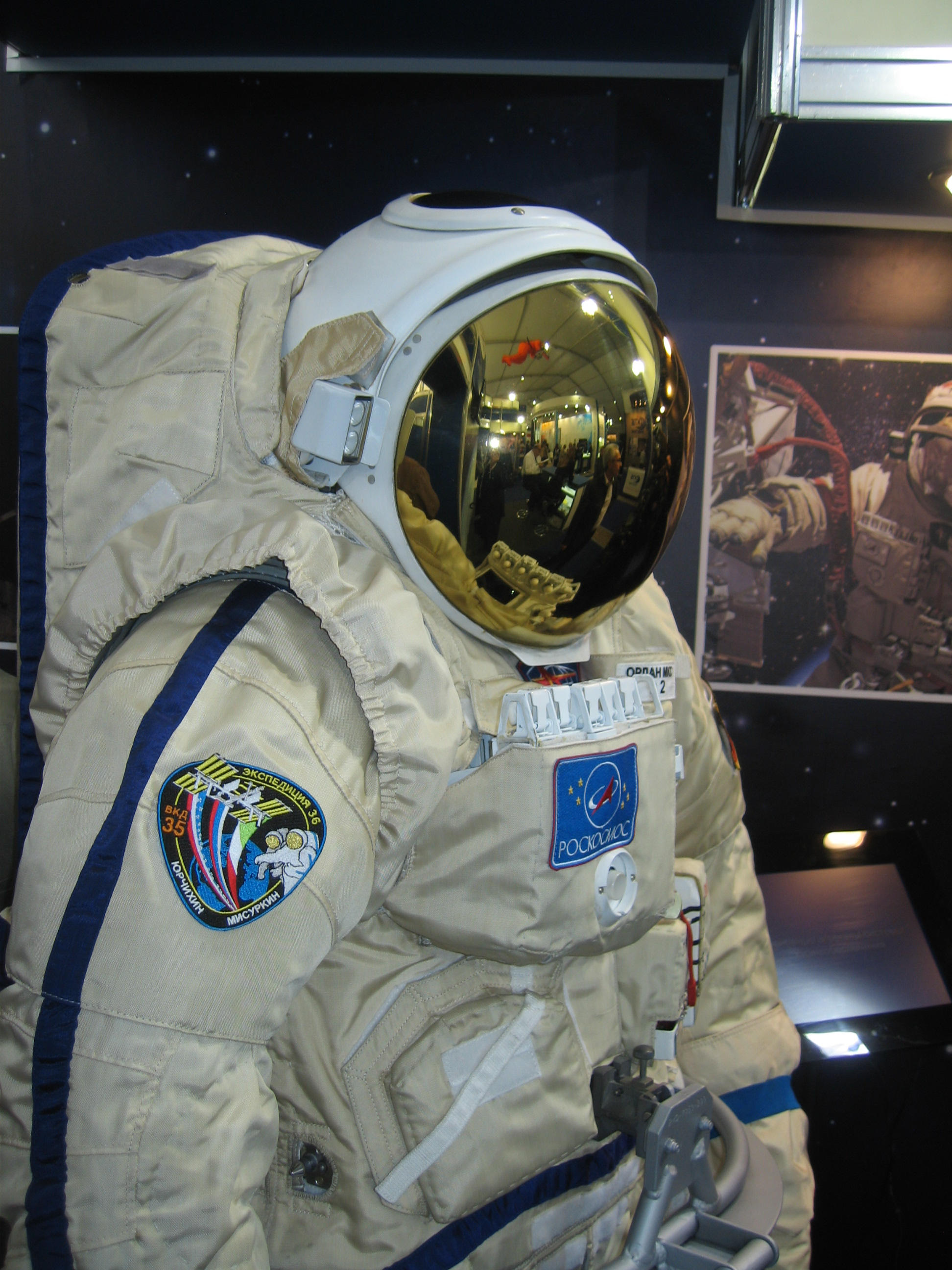
Орлан-МКС №2